# Zhaojiagang (sockenhuvudort i Kina, Hunan Sheng, lat 29,50, long 110,68)
Zhaojiagang (kinesiska: 赵家岗, 赵家岗土家族乡) är en sockenhuvudort i Kina. Den ligger i provinsen Hunan, i den södra delen av landet, omkring 270 kilometer nordväst om provinshuvudstaden Changsha. Antalet invånare är 14 575. Befolkningen består av 7 133 kvinnor och 7 442 män. Barn under 15 år utgör 21,0 %, vuxna 15-64 år 67 %, och äldre över 65 år 10,0 %.
Runt Zhaojiagang är det ganska tätbefolkat, med 166 invånare per kvadratkilometer. Närmaste större samhälle är Jiangya, 8,4 km öster om Zhaojiagang. I omgivningarna runt Zhaojiagang växer huvudsakligen savannskog.
Genomsnittlig årsnederbörd är 1 766 millimeter. Den regnigaste månaden är maj, med i genomsnitt 286 mm nederbörd, och den torraste är december, med 22 mm nederbörd.